# Lerista griffini
Lerista griffini este o specie de șopârle din genul Lerista, familia Scincidae, descrisă de Storr în anul 1982. Conform Catalogue of Life specia Lerista griffini nu are subspecii cunoscute.